# 王如春
王如春，别號澹勝，浙江台州府黄巖縣竈籍，湖廣武昌人，明朝政治人物。

## 家族
萬曆四十三年（1615年）舉乙卯科浙江鄉試，萬曆四十四年（1616年）聯捷丙辰科進士。礼部觀政，萬曆四十五年知廣東香山縣，四十六年本省同考，四十八年丁憂歸。天啓三年（1623年）起補餘干縣知縣，五年患病辞官。
曾祖王逢说。祖王礼垣。父王義康。

## 引用
1. ↑  《廣東通志》：王如春，萬歷進士，四十六年知香山，有兼人才，甫下車即召諸吏，試以律算，小有紕繆，必立擿之。已試諸醫及堪輿家術不精者，悉驅出境，曰無令此曹誤吾民也。捕險健訟民，置之法，下令曰：凡訟必以情，涉偽者先治其誣，然後視事曲直。由是無敢欺者，一時稱為能吏。